# 安全港條款
安全港條款（英語：Safe Harbor）指的是在法規或行政法規中，規定某些行為沒有違背法律法規的條款。這些行為的定義是相對模糊的，一般或於整體標準有關。相較而言，“非安全港條款”內所描述的行為將被視為違法。
例如，某項法規中規定司機不得魯莽駕駛，而其中某個條款就規定“時速低於25英里（40）不構成魯莽駕駛”，於是這個條款就被視為“安全港條款”；同樣另外某個條款規定“時速超過90英里（140）構成魯莽駕駛”，則這個條款就是“非安全港條款”。同時也是這個例子裡，如果司機的駕駛時速介於25英里到90英里之間，那麼他的行為是否構成魯莽駕駛就不得不依靠模糊的標準來界定了。

## 理論解釋
法律語言學家推動了“安全港條款”的出現，以減少僅僅採用模糊標準（例如“魯莽”）所造成的法律的不確定性。 另一方面，安全港條款的出現也避免了立法上需要制定精確標準的問題，使得法官在處理“疑難案件”的時候失去“自由裁量權”。":14–21 理論上，“安全港條款”的出現可以平衡模糊標準和精準規則間的優點。它既允許立法機關可以明確地規定某些可預見事件的預先結果，同時又保證了法官在司法審判中的存在價值。:16–18